# بیچ بلوف (تنسی)
بیچ بلوف (به انگلیسی: Beech Bluff) یک منطقهٔ مسکونی در ایالات متحده آمریکا است که در شهرستان مدیسون، تنسی واقع شده‌است. بیچ بلوف ۱۱۷٫۰۴ متر بالاتر از سطح دریا واقع شده‌است.